# 程伟元
程伟元（18世纪—1818年），字小泉，苏州人，清朝作家，程颐三十一世孙。乾隆末，寓居京师（今北京）。嘉庆五年至七年冬（1800年至1802年）为盛京将军晋昌幕僚，任沈阳太学教授，佐理奏牍，时相唱和，并替晋昌编纂《且住草堂诗稿》，后留居辽东，并终卒于此。
他在京师与高鹗相识，自述曾以数年时间，广泛收集曹雪芹《石头记》原著前八十回抄本，并陆续购得后四十回续稿残抄本，和高鹗共同修编，以活字印刷本发行了一百二十回的《红楼梦》，有别于此前八十回的《石头记》，是一个完整的故事。一百二十回的《红楼梦》在1791年和1792年又有两个不同的版本，被称为“程甲本”和“程乙本”。
程伟元完成一百二十回《红楼梦》的整理编辑出版，对这部伟大作品的广泛传播起了重大作用。
到了1920年代，胡适等学者通过当时发现的“脂批本”考证，認為《红楼梦》后四十回不是曹雪芹原作。但目前没有留下可靠的文本能证明这一点。
关于程伟元的历史记载很少，大都只能从时人的诗文和后人的传说中找到一些线索，一般认为他在书画方面有一定造诣，也有一定文学功底。

## 人物关联
- 上司：宗室晋昌
- 好友：高鹗
- 《韩使燕行录》第六十六册/薊山紀程/ （朝鲜使臣徐長輔, 嘉慶八年作）：沈阳太学院，初六日晴，永安橋三十里午餐，白邊站三十里。宿程偉元書齋，号小能詩文字画，家在城内西衚衕，回沈教習仕，臨徃見之，程出肅延塵題一絕曰：國語難傳色見春雅材宏度盡精神賤生何幸逢青顧片刻言情儘有真。程（伟元）本係河南籍伊川（程颐）先生三十一世孫，見授瀋陽學掌院，郢下歌成白雪春主人情緻憺怡神逢迎詩席悤悤話莫辨浮生夢與真。
- 《韩使燕行录》第九十九册/燕紀程（人）(燕蓟纪程)/ （朝鲜使臣朴思浩,道光八年作） 問吳中程小泉偉元，伊川先生三十一世孫，曾作瀋陽太學教授，與東人酬唱，其詩與字畫，甚佳！今尚在否？
- 《韩使燕行录》第六十九册/瀋槎日記/ （朝鲜使臣朴來謙, 道光九年作）：曾聞瀋陽多文士，謂常於留馆之時遇從消遣矣，来聞程小泉偉元作故已，久潘果茹元鉞金朝覲俱遊宦在外云可悵也。

## 程甲本《红楼梦》程伟元序
《红楼梦》小说本名《石头记》，作者相传不一，究未知出自何人，惟书内记雪芹曹先生删改数过。好事者每传抄一部，置庙市中，昂其值，得数十金，可谓不胫而走者矣。然原目一百廿卷，今所传只八十卷，殊非全本。即间称有全部者，及检阅，仍只八十卷，读者颇以为憾。不佞以是书既有百廿卷之目，岂无全璧？爰为竭力收罗，自藏书家甚至故纸堆中无不留心，数年以来，仅积有廿余卷。一日偶于鼓担上得十余卷，遂重价购之，欣然繙阅，见其前后起伏，尚属接笋，然漶漫不可收拾。乃同友人细加厘剔，截长补短，抄成全部，复为镌板，以公同好，《红楼梦》全书始至是告成矣。书成，因并志其缘起，以告海内君子。凡我同人，或亦先睹为快者欤？小泉程伟元识